# Henri de Montaut
Pour les articles homonymes, voir Montaut.
Antonin Victor Xavier Henri de Montaut (1829-1889) est un artiste peintre, dessinateur, graveur et illustrateur français. Fondateur de revues d'art, il signait ses compositions H. de Hem, Monta ou Hy.

## Parcours
Né à Paris le 13 juin 1829, au 17 quai Malaquais, Antonin Victor Xavier Henry de Montaut est le fils de Sophie Brisseau et de Gabriel Xavier Montaut. Il était le frère du député Bernard Montaut.
Parmi ses premiers travaux, on compte, vers 1852, les dessins pour un album lithographié par Charles Bargue et Becquet frères, et publié par F. Sinnett à Paris, portant sur des paysages pyrénéens.
On doit à Henri de Montaut, avec d'autres artistes comme Riou ou Roux, les illustrations d'époque des romans de la série des Voyages extraordinaires de Jules Verne publiée chez Jules Hetzel.
Il collabore au Journal pour rire (avant 1856), au Journal illustré dont il fut un temps rédacteur en chef en titre, ainsi qu'à La Vie parisienne.
Cité, après les événements de la Commune, comme chef d'escadron de la Garde nationale de la Seine, il est nommé chevalier de la Légion d'honneur le 1er août 1871, parrainé par Prosper de Chasseloup-Laubat,.
Fin 1882, il devient rédacteur en chef de L'Art et la mode, mensuel qu'il avait fondé deux ans plus tôt avec Ernest Hoschedé.
Il meurt à Paris le 27 décembre 1889,.

## Distinctions
- Chevalier de la Légion d'honneur (1871)

## Œuvre

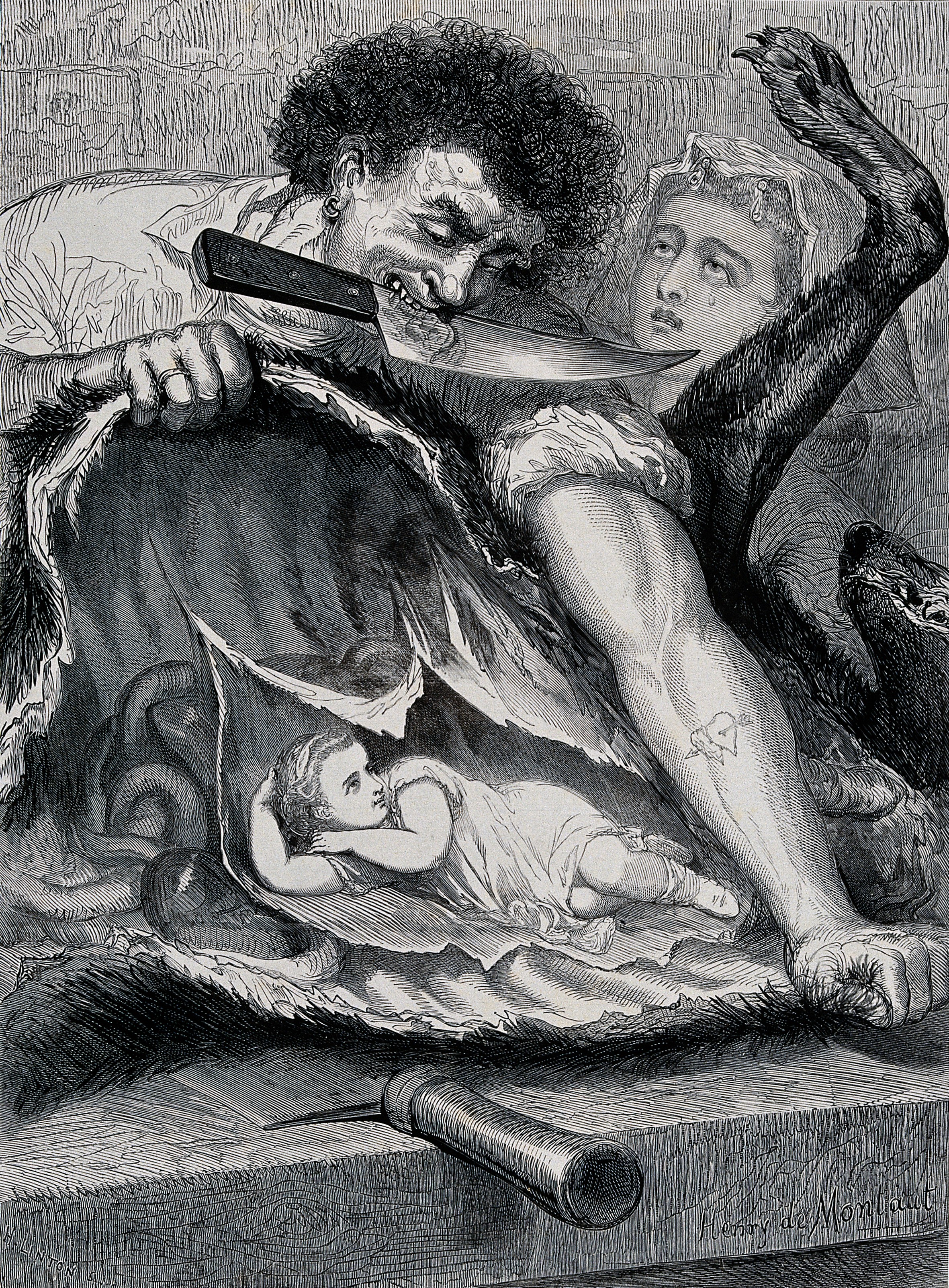
Illustration pour Le Petit Chaperon rouge (Librairie du Petit Journal, 1865).

- Laurent Francabri : Hippodrome (calme sur un cheval fougueux), lithographie de Massard d'après une peinture de Henry de Montaut, Paris, Denizot & Londres, F. Sinnett, 1847[8] — appartient à une série de peintures reproduites en recueil.
- Clara Filleul de Pétigny et Hortense Jousse, Théodore et Pauline, ou les épreuves de la vertu, coll. « La Mosaïque de la jeunesse », Paris, Frémon-Chaulin, [1852].
- Alphonse de Lamartine, Histoire de la Restauration, avec 32 portraits originaux, Paris, Furne et Cie, 1853.
- Charles Yriarte (dir.), Les célébrités de la rue, Paris (1815 à 1863), illustrations par MM. Just L'Hernault, Frédéric Lix, Montaut et Yriarte, Paris, Librairie parisienne Dupray de La Mahérie, 1864.
- Album de la vie de César : recueil de dessins executés ou mis en ordre [...] pour servir d'illustrations à l'histoire de César et de son temps, Paris, Librairie du Petit journal, 1865.
- Les contes de Perrault, illustrés par Montaut et continués par Timothée Trimm, Paris, Librairie du Petit journal, 1865.
- Jules Verne, Cinq semaines en ballon : voyage de découvertes en Afrique par trois Anglais, illustrations avec Édouard Riou, Paris, J. Hetzel, [1865].
- Albert Millaud, Fantaisies de jeunesse, avec deux eaux-fortes de M.-H. de Hem, Paris, Librairie du Petit Journal, 1866.
- Félix Ribeyre, Voyage en Lorraine de Sa Majesté l'impératrice et de S. A. I. le prince impérial, précédé du voyage de S. M. l'impératrice à Amiens, dessins, Paris, H. Plon, 1867.
- L'Égypte Moderne. Tableaux de mœurs arabes, chromolithographies gravées par Becquet, Paris, Henri Plon, [1869].
- Jules Verne, De la terre à la lune : trajet direct en 97 heures 20 minutes, avec 41 dessins et une carte gravés par François Pannemaker, Paris, J. Hetzel, [1872].
- [Henry de Hem], Les cent nouvelles nouvelles, Paris, Laporte, [1872].
- Eugène Goblet d'Alviella, Inde et Himalaya : souvenirs de voyage, ouvrage enrichi d'une carte spéciale et de dix dessins, Paris, Plon, 1877.
- Armand Lapointe, Les déserts africains, Paris, Plon, 1878.